# Notomacer australiae
Notomacer australiae (лат.) — вид жесткокрылых насекомых из рода Notomacer семейства долгоносиков-цветожилов (Nemonychidae). Австралия. Личинки и взрослые жуки питаются араукариевыми растениями таких видов, как Agathis robusta, Araucaria cunninghamii, Agathis atropurpurea (Araucariaceae). Вид был впервые описан в 1926 году австралийским энтомологом Артуром Миллсом Ли (Arthur Mills Lea) под первоначальным названием Rhinomacer australiae Lea, 1926.